# Los Pinos/Constituyentes (estación)
Los Pinos/Constituyentes es una de las estaciones que forman parte del Cablebús de la Ciudad de México, es la terminal oriente de la Línea 3. Se ubica al poniente de la Ciudad de México, en la alcaldía Miguel Hidalgo.

## Información general

### Nombre e iconografía
El nombre de «Los Pinos» hace referencia al Complejo Cultural Los Pinos por ubicarse a unos pasos de la entrada principal del recinto. De la misma forma, su segundo, nombre «Constituyentes» proviene de la estación homónima de la Línea 7 del Metro de la Ciudad de México, por estar ubicada cerca de la Avenida Constituyentes. 
Su icono es la imagen institucional del Complejo Cultural Los Pinos, que representa las rejas de acceso al recinto que durante 84 años fue la residencia del Presidente de los Estados Unidos Mexicanos desde Lázaro Cárdenas (1934-1940) hasta Enrique Peña Nieto (2012-2018) y que desde el 1 de diciembre de 2018, fue abierto al público como un museo público, tras la decisión del presidente Andrés Manuel López Obrador (2018-2024) de no habitar en dicha residencia y posteriormente abrirlo al público como un museo.

## Conectividad
Metro de la Ciudad de México
- Línea 7 del Metro de la Ciudad de México (El Rosario / Barranca del Muerto):
  - Constituyentes.

Red de Transporte de Pasajeros de la Ciudad de México
- Módulo 1 Alcaldía Cuajimalpa:
  - Ruta 34-A (Balderas-Santa Fe).

Corredores Concesionados
- Corredor 8: Chapultepec-Palmas (ATROLSA) (Chapultepec / Duraznos).

## Sitios de interés
- Complejo Cultural Los Pinos
- Papalote Museo del Niño
- Casa Luis Barragán
- Panteón Civil de Dolores